# Recession
En recession er et udtryk fra makroøkonomi, der betegner en periode med økonomisk nedgang. En recession vil typisk indebære stigende arbejdsløshed og kan også involvere faldende priser, kaldet deflation (det modsatte af inflation). En alvorlig recession bliver kaldt en depression.

## Definitioner af recession
Ofte hører man en recession defineret som et fald i et lands reale bruttonationalprodukt i to eller flere følgende kvartaler. Den officielle amerikanske komite til datering af konjunkturcykler definerer dog ikke recessioner på denne måde, men blot som "en mærkbar nedgang i økonomisk aktivitet spredt over økonomien, der varer længere end nogle få måneder, og normalt kan ses i realt BNP, real indkomst, beskæftigelse, industriproduktion og detailsalg". Den Internationale Valutafond (IMF) definerer en recession som en nedgang i det globale købekraftsjusterede BNP pr. capita ledsaget af nedgang i mindst én ekstra global makroøkonomisk indikator som pr. capita-investeringer, pr. capita-forbrug, industriproduktion eller handelsstrømme. Pr. april 2025 havde den vestlige verden siden anden verdenskrig oplevet fem globale recessioner ifølge denne definition, nemlig i 1975, 1982, 1991, 2009 og 2020.

## Recessioner og depressioner
En alvorlig recession bliver kaldt en økonomisk krise eller depression, eksempelvis den store depression i årene efter Wall Street-krakket i 1929 i USA. Der er ikke nogen anerkendt formel definition af, hvornår der er tale om en depression, men de fleste analytikere opfatter en depression som en ekstremt streng recession, hvor BNP-faldet overstiger 10 %. Der har kun været en håndfuld depressioner i denne forstand i udviklede lande siden 1960. Den seneste (pr. december 2018) fandt sted først i 1990'erne i Finland, hvor BNP faldt med omkring 14 % i forbindelse med landets omstilling fra en tæt samhandel med det tidligere Sovjetunionen.